# Alessandro Blasetti
Alessandro Blasetti (Roma, 3 luglio 1900 – Roma, 1º febbraio 1987) è stato un regista, sceneggiatore, montatore e critico cinematografico italiano, fra i più celebri e significativi del suo tempo, tanto da poter essere definito «padre fondatore del moderno cinema italiano».

Viene considerato, insieme a Mario Camerini, il massimo regista italiano del cinema di propaganda fascista, del quale fu anche, in qualche caso, apologeta: Sole (1929), il suo film d'esordio, è un'epica esaltazione delle bonifiche del regime e piacque molto a Benito Mussolini; Vecchia guardia (1935) è un'apologia della marcia su Roma.
Nei cinque decenni della sua attività, si è misurato con successo nei generi più diversi, dall'epopea storica alla commedia sentimentale, inventandone letteralmente di nuovi come il fantasy con La corona di ferro (1941), il film a episodi con Altri tempi - Zibaldone n. 1 (1952), il reportage-sexy con Europa di notte (1958), ed è stato tra i primi registi cinematografici a cimentarsi con il mezzo televisivo.
È stato un grande innovatore, ha sperimentato per primo in Italia il sonoro con Resurrectio (1930) e il colore con Caccia alla volpe nella campagna romana (1938), ha forzato i limiti di quanto fosse lecito mostrare su grande schermo, proponendo le prime nudità del cinema italiano in La corona di ferro (1941) e La cena delle beffe (1942), ha lanciato nuovi autori come Pietro Germi e la coppia divistica Sophia Loren-Marcello Mastroianni in Peccato che sia una canaglia (1954), e rilanciato come attore brillante Vittorio De Sica in Altri tempi (1951), dopo il suo successo neorealistico.

Blasetti durante le riprese del film Prima comunione (1950)

## Biografia

### Gli inizi

Blasetti con De Sica e Carotenuto durante una pausa della lavorazione di Tempi nostri del 1954

Figlio di Cesare, professore di oboe e corno inglese all'Accademia Nazionale di Santa Cecilia, e di Augusta Lulani, Alessandro Blasetti studia presso i padri somaschi al collegio Rosi di Spello, frequenta il liceo al Collegio Militare di Roma e compie gli studi universitari in legge alla Sapienza di Roma, assecondando la tradizione della famiglia materna. Sposatosi nel 1923, lavora come impiegato presso la filiale romana della "Banca Popolare Triestina" e nel 1924 si laurea, dedicandosi nel frattempo all'attività di giornalista e critico cinematografico.
A partire dal 1923 scrive per L'Impero, su cui nel 1925 inaugura la prima rubrica cinematografica apparsa su un quotidiano, intitolata Lo Schermo. Fonda poi con Renzo Cesana e Jacopo Comin Il mondo e lo schermo, «settimanale illustrato del cinematografo», il cui primo numero esce il 15 maggio 1926, diventato dal 23 agosto 1926 Lo Schermo, di cui vengono pubblicati in tutto 22 numeri ed in seguito trasformato dal marzo 1927 in cinematografo (con l'iniziale minuscola), pubblicato fino al maggio 1931, a cui affianca Lo Spettacolo d'Italia, pubblicato dall'ottobre 1927 al giugno 1928. Attorno a cinematografo, si raccolgono personalità interessate alla ripresa (che nella prosa del tempo veniva definita una "rinascita") del cinema italiano, quali Anton Giulio Bragaglia e Massimo Bontempelli, e giovani appassionati di cinematografia, alcuni dei quali (Francesco Pasinetti, Umberto Barbaro, Ferdinando Maria Poggioli, Goffredo Alessandrini, Raffaello Matarazzo, Aldo Vergano, Gastone Medin) avranno ruoli importanti nel cinema italiano degli anni successivi; per questo gruppo il cinema viene considerato nei vari aspetti finanziari, industriali, tecnici, politici, artistici), e questo li spinge a «passare dalle parole ai fatti».

### L'approdo al cinema
Alla fine del 1928, fonda la cooperativa Augustus, con cui produce il suo film d'esordio, Sole, sul tema della bonifica agraria, in linea con la politica ruralista del regime fascista, che si rivela un insuccesso commerciale e segna il precoce fallimento di questa esperienza produttiva indipendente.

Blasetti con l'operatore Václav Vích sul set di Un'avventura di Salvator Rosa

Blasetti accetta quindi la chiamata da parte di Stefano Pittaluga alla rifondata Cines, benché in un recente passato avesse pesantemente criticato Pittaluga sulle pagine di cinematografo, tacciandolo di «incapacità industriale, artistica, politica e commerciale», dovendo ora riconoscere invece che il suo è l'unico progetto produttivo con le potenzialità per risollevare il cinema italiano. Il primo film prodotto dalla nuova Cines, scritto e diretto da Blasetti, è il pionieristico Resurrectio (1930), il primo film sonoro italiano, anche se distribuito dopo il successivo La canzone dell'amore di Gennaro Righelli, per considerazioni di natura commerciale. Si tratta di un nuovo insuccesso, ma per il regista è soprattutto l'occasione di sperimentare le possibilità del sonoro in tutte le sue forme (musica, rumori, dialoghi).
Si mette quindi al servizio di Ettore Petrolini per il film Nerone (1930), interamente incentrato sul protagonista, anche sceneggiatore, che si esibisce nelle sue maschere più popolari. Non si tratta però di puro teatro filmato, perché Blasetti, pur definendosi solo "coordinatore tecnico", fa ben sentire la sua presenza, mettendo in scena il teatro stesso, compreso il pubblico in sala, e lasciando il suo segno nella scelta delle inquadrature e nei movimenti di macchina, fra cui l'elaborato carrello iniziale, dalla realizzazione tecnicamente molto impegnativa per l'epoca.
Il successivo Terra madre (1931) affronta il tema del «ritorno alla terra», proponendo una storia costruita sull'opposizione tra vita cittadina corrotta e vita rurale sana, ed è funzionale alla politica ruralista del regime, tanto da godere dell'appoggio governativo. Malgrado l'accoglienza critica non positiva, il film ha un ampio successo di pubblico. Di analoga impostazione fortemente populista è Palio (1931), che ripropone l'opposizione del film precedente con il contrasto tra aristocratici e popolani, un film dalla debole struttura narrativa, che si fa notare per gli aspetti figurativi e formali con cui presenta l'ambiente senese.
Scomparso Pittaluga nel 1931, la direzione generale della produzione Cines viene presa dal letterato Emilio Cecchi, con cui Blasetti instaura un rapporto molto proficuo. Durante la sua gestione dirige il cortometraggio Assisi (1932), il "meno blasettiano" dei suoi film La tavola dei poveri (1932), dall'omonima opera teatrale di Raffaele Viviani, i remake di successi stranieri Il caso Haller (1933) e L'impiegata di papà (1934), puri lavori professionali girati in pochi giorni, e soprattutto quello è che quasi unanimemente considerato il suo capolavoro, 1860 (1934), un'antiretorica rievocazione della spedizione dei Mille. Il film, in seguito riconosciuto tra gli antesignani del neorealismo per il tema trattato e per la scelta di attori non professionisti, viene accolto favorevolmente dalla critica, snobbato dal pubblico, poco interessato al tema risorgimentale, e non molto amato dal regime, perché poco celebrativo, benché, pur non essendo rozzamente propagandistico, sia sotto diversi aspetti in perfetta consonanza con la politica ufficiale fascista.
Sempre nel 1934, anno fatidico per il cinema italiano, per la fortunata congiuntura di molti titoli importanti e per l'istituzione della Direzione Generale della cinematografia, Blasetti raggiunge l'apice del suo impegno politico e del suo coinvolgimento con il regime fascista, con due celebrazioni della fascistizzazione dell'Italia, il film Vecchia guardia e lo spettacolo teatrale 18 BL. Il primo ha molti punti in comune con il precedente 1860, compreso l'insuccesso di pubblico, malgrado l'apprezzamento da parte di Mussolini; il secondo viene rappresentato un'unica volta, a Firenze.
Da qui in avanti il regista intraprende un percorso di progressivo disimpegno dai grandi temi sociali e di ridimensionamento della valenza politica del suo cinema. Dopo un paio di opere minori, Aldebaran (1935) e Contessa di Parma (1937), gira il film storico Ettore Fieramosca, basato sul romanzo di Massimo d'Azeglio, nel quale la ricerca della messinscena spettacolare affianca gli intenti ideologici nazionalisti e che rappresenta la transizione verso i successivi film in costume di pura evasione, Un'avventura di Salvator Rosa (1939), La corona di ferro (1941) e La cena delle beffe (1942), che raccolgono ampi consensi di critica e pubblico.

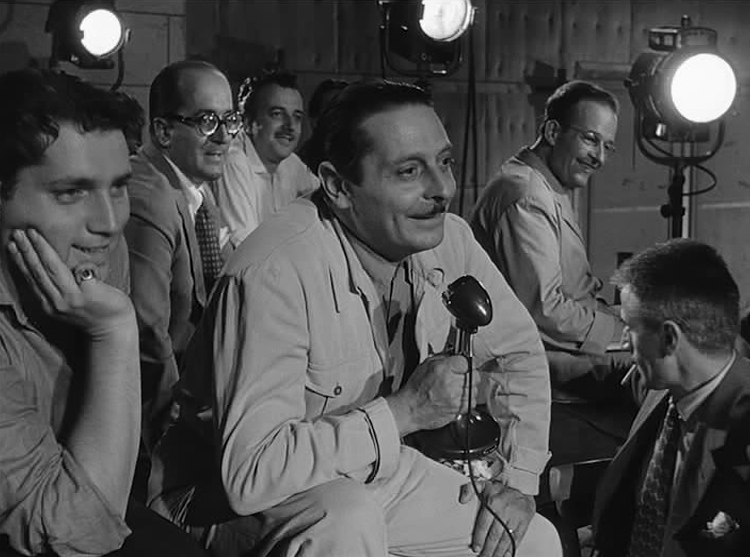
Blasetti nel ruolo di se stesso nel film Bellissima (1951)

Rispetto a questi film, 4 passi fra le nuvole (1942), un fittizio idillio agreste dai toni dimessi e dal cupo pessimismo, segna una svolta radicale, che non è deliberatamente ricercata da Blasetti, il quale accetta questa regia solo dopo il fallimento di alcuni progetti in linea con le sue opere precedenti (su Francesca da Rimini, sui Vespri siciliani, dalla Figlia di Iorio di Gabriele D'Annunzio, Harlem, sull'emigrazione italiana, poi diretto da Gallone), ma riflette lo spirito dei tempi. Insieme a Ossessione di Luchino Visconti e I bambini ci guardano di Vittorio De Sica, questo film costituisce non tanto un'anticipazione del neorealismo, quanto una rottura con il cinema italiano dell'ultimo decennio.
L'ultima opera di Blasetti prima della Liberazione è il dramma psicologico femminile Nessuno torna indietro, dall'omonimo romanzo di Alba de Céspedes, che riunisce le maggiori attrici italiane dell'epoca. Girato nel 1943, nel pieno del conflitto (bombardamenti colpiscono Roma poco lontano dagli stabilimenti in cui sono in corso le riprese), viene distribuito solo nel 1945, senza successo.

### Dopo la caduta del Fascismo
Dopo l'8 settembre 1943, Blasetti non aderisce alla Repubblica di Salò e, a guerra conclusa, prevalsa la linea dell'amnistia generale su quella dell'epurazione, può non solo riprendere il lavoro come pressoché tutti i registi più o meno compromessi col regime fascista, ma anche riassumere un ruolo di primo piano all'interno del dibattito estetico, politico ed economico sul cinema italiano, presentandosi come uomo della mediazione e della collaborazione ed intervenendo soprattutto in difesa della produzione nazionale contro l'invadenza del cinema americano.
Nella seconda metà degli anni quaranta collabora, tramite Salvo D'Angelo, con due case produttrici cattoliche, l'Orbis, che produce Un giorno nella vita (1946), e l'Universalia, che produce Fabiola (1949), Prima comunione (1950) e alcuni cortometraggi. Il primo film Un giorno nella vita si potrebbe definire un film pacifista, secondo le intenzioni del regista avrebbe dovuto fare riflettere sulla brutalità della guerra e sulla necessità del dialogo più che della vendetta ma probabilmente non fu capito.
Il colossal religioso Fabiola, dal romanzo Fabiola o la Chiesa delle catacombe di Nicholas Patrick Stephen Wiseman, è la prima superproduzione del dopoguerra ed ottiene un ampio successo di pubblico (miglior incasso della sua stagione), ma viene bocciato dalla critica e suscita ostilità proprio nell'ambiente cattolico, per certe immagini sessualmente trasgressive.
Negli anni cinquanta, tornato alla Cines, Blasetti dimostra di aver ancora voglia e capacità di sperimentare, inaugurando con il dittico Altri tempi - Zibaldone n. 1 (1952) e Tempi nostri - Zibaldone n. 2 (1954) il filone del film a episodi (o racconto breve, già sperimentato in Paisà da Roberto Rossellini), che raggiungerà il massimo successo negli anni sessanta, quando praticamente ogni regista italiano vi si cimenterà. Contribuisce inoltre in modo sostanziale alla nascita del divismo nazionale: nell'ultimo episodio di Altri tempi, Il processo di Frine, in cui viene coniato il termine maggiorata, a indicare l'immagine di donna che si imporrà sullo schermo nel corso del decennio, costituisce la coppia Vittorio De Sica-Gina Lollobrigida, poi consacrata da Luigi Comencini in Pane, amore e fantasia (1953); nelle fortunate commedie Peccato che sia una canaglia (1954) e La fortuna di essere donna (1956) crea e lancia una coppia indimenticabile, destinata a ricomporsi ciclicamente nei successivi decenni, Sophia Loren e Marcello Mastroianni. In questi anni, precisamente nel 1954, riceve una "Medaglia d'oro" - Una vita per il cinema.
Con Europa di notte (1958), documentario antologico sugli spettacoli notturni della maggiori città europee, Blasetti è precursore di un nuovo genere di grande successo popolare, il reportage sexy, tra erotismo ed esotismo, che a partire da Mondo cane (1962) prenderà anche la forma dei violenti mondo movies.

### Ultimi anni
A partire dal 1962, Blasetti è fra i primi registi cinematografici italiani a cimentarsi con la televisione ed in quelli stesso anno cura il film-inchiesta La lunga strada del ritorno, forse uno dei primi casi, almeno nella televisione italiana, di riutilizzo sistematico dei materiali di repertorio, combinati con interviste appositamente realizzate, per costruire un’opera documentaristica d’autore finalizzata alla memoria storica. Considerata la sua concezione del cinema come spettacolo destinato alla massa, è inevitabile il suo passaggio ad un mezzo di comunicazione che gli offre di rivolgersi a platee ancor più ampie. A differenza di Roberto Rossellini, si dedica quasi esclusivamente al documentario e al film di montaggio.
La sua ultima opera cinematografica Simon Bolivar è del 1969, mentre l'ultimo lavoro per la televisione Venezia: una mostra per il cinema è del 1981. La sua tomba di famiglia si trova presso il cimitero del Verano a Roma.

## Riconoscimenti

### Premi cinematografici
- Mostra internazionale d'arte cinematografica
  - 1941: Coppa Mussolini per il miglior film italiano – La corona di ferro
  - 1980: Premio Pietro Bianchi
  - 1982: Leone d'oro alla carriera

- David di Donatello
  - 1963: Targa d'oro
  - 1966: miglior regista – Io, io, io... e gli altri

- Nastri d'argento
  - 1946: miglior regista – Un giorno nella vita
  - 1951: miglior regista e miglior sceneggiatura – Prima comunione

- Grolla d'oro
  - 1959: miglior regista – Europa di notte

## Filmografia

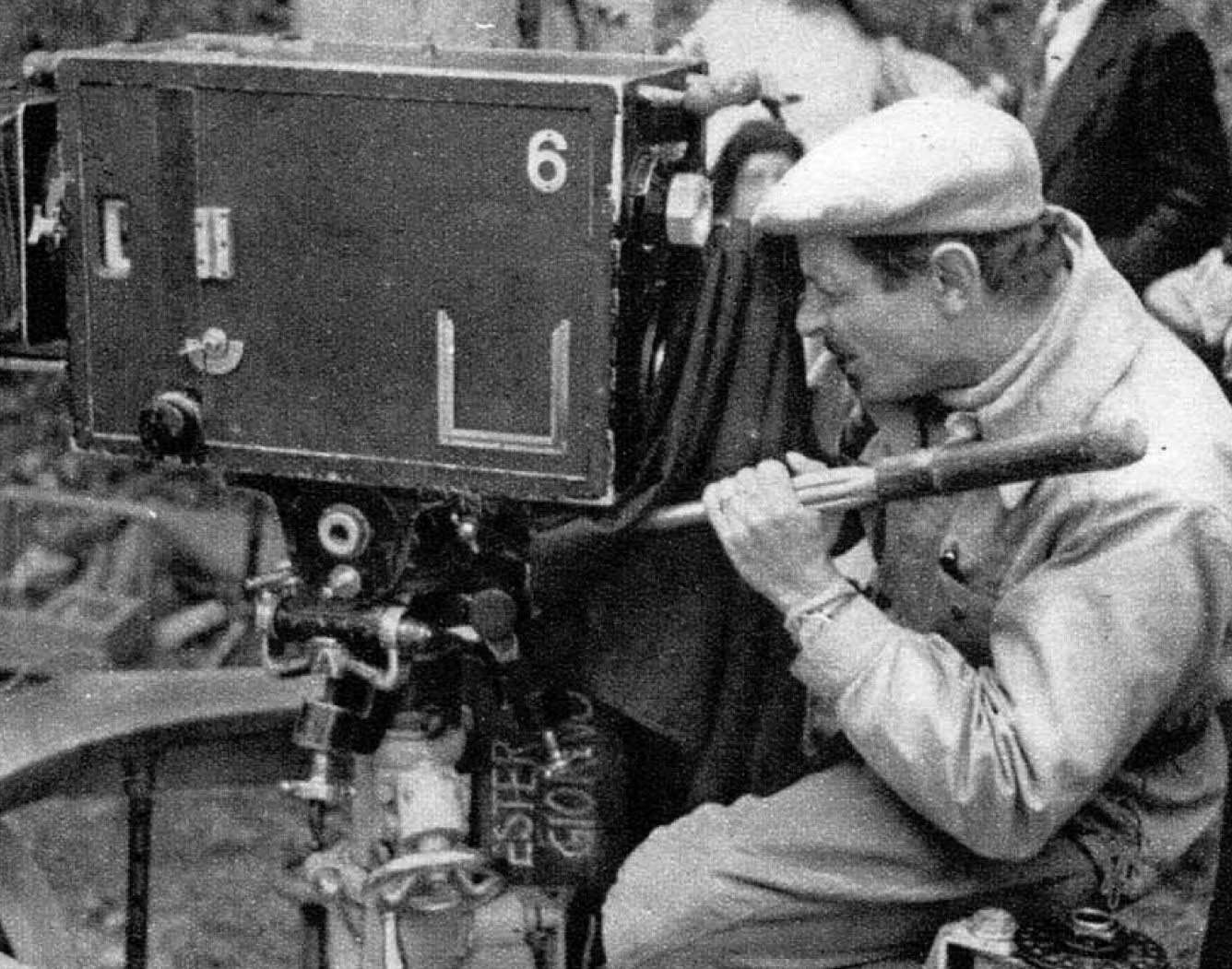
Alessandro Blasetti alla macchina da presa

### Cinema
- Sole (1929)
- Nerone (1930)
- Terra madre (1931)
- Resurrectio (1931)
- Palio (1932)
- La tavola dei poveri (1932)
- Il caso Haller (1933)
- 1860 (1934)
- L'impiegata di papà (1934)
- Vecchia guardia (1934)
- Aldebaran (1935)
- Contessa di Parma (1937)
- Ettore Fieramosca (1938)
- Retroscena (1939)
- Un'avventura di Salvator Rosa (1939)
- La corona di ferro (1941)
- La cena delle beffe (1942)
- 4 passi fra le nuvole (1942)
- Nessuno torna indietro (1943)
- Un giorno nella vita (1946)
- Fabiola (1949)
- Prima comunione (1950)
- Altri tempi - Zibaldone n. 1 (1952)
- La fiammata (1952)
- Tempi nostri - Zibaldone n. 2 (1954)
- Peccato che sia una canaglia (1954)
- La fortuna di essere donna (1956)
- Amore e chiacchiere (1957)
- Europa di notte (1958) - documentario
- Io amo, tu ami... (1961) - documentario
- Le quattro verità (1962) - episodio La lepre e la tartaruga
- Liolà (1963)
- Io, io, io... e gli altri (1966)
- La ragazza del bersagliere (1967)
- Simon Bolivar (1969)

### Televisione
- La lunga strada del ritorno (1962) - tre puntate
- Gli italiani del cinema italiano (1964) - sei puntate
- Napoli 1860 - La fine dei Borboni (1970) - due puntate della serie I giorni della storia
- 10 giugno 1940 (1970) - episodio Dov'eravate?
- Anni 60: una notte in Europa (1970)
- Storie dell'emigrazione (1972) - cinque puntate
- I mercoledì del papa (1973)
- L'arte di far ridere (1974) - cinque puntate
- Racconti di fantascienza (1978) - tre puntate
- L'arte di far ridere (1980)
- Il mio amico Pietro Germi (1980)
- Venezia: una mostra per il cinema (1981)

### Supervisione
- Quelli della montagna, regia di Aldo Vergano (1943)
- Il testimone, regia di Pietro Germi (1946)

### Cortometraggi
- Assisi (1932)
- Caccia alla volpe nella campagna romana (1938)
- Napoli e le terre d'oltremare (1940)
- Sulla cupola di San Pietro (1945)
- La gemma orientale dei papi (1947)
- Il duomo di Milano (1947)
- Castel Sant'Angelo (1947)
- Ippodromi all'alba (1950)
- Quelli che soffrono per voi (1951)
- Miracolo a Ferrara (1953)

## Teatro
- 18BL di Luigi Bonelli, Sandro De Feo, Gherardo Gheradi, Nicola Lisi, Raffaello Melani, Alessandro Pavolini, Corrado Sofia, Giorgio Venturini (1934)
- Il tempo e la famiglia Conway di John Boynton Priestley (1945)
- Ma non è una cosa seria di Luigi Pirandello (1945)
- La foresta pietrificata di Robert E. Sherwood (1946)
- La regina e gli insorti, di Ugo Betti, Roma, Teatro Eliseo, 4 gennaio 1951.
- I capricci di Marianna di Alfred de Musset (1952)
- La carrozza del SS. Sacramento di Prosper Mérimée (1952)
- Molecoton en almibar di Miguel Milhura (1967)

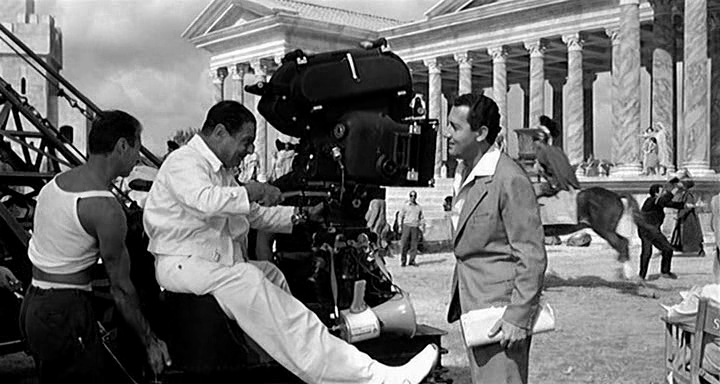
Al centro, con Alberto Sordi, nel film Una vita difficile (1961)